# Seira (kommunhuvudort)
Seira är en kommunhuvudort i Spanien.   Den ligger i provinsen Provincia de Huesca och regionen Aragonien, i den nordöstra delen av landet, 400 km nordost om huvudstaden Madrid. Seira ligger 813 meter över havet och antalet invånare är 167.
Terrängen runt Seira är bergig åt sydväst, men åt nordost är den kuperad. Seira ligger nere i en dal. Runt Seira är det mycket glesbefolkat, med 2 invånare per kvadratkilometer. Närmaste större samhälle är Castejón de Sos, 6,4 km nordost om Seira. I omgivningarna runt Seira växer i huvudsak blandskog.